# Olympische Sommerspiele 2020/Karate – Kumite über 75 kg (Männer)
Bei den Olympischen Sommerspielen 2020 in Tokio war Karate erstmals Teil des olympischen Programms. Der Wettkampf im Kumite in der Klasse über 75 kg der Männer fand am 7. August 2021 im Nippon Budōkan statt.

## Gruppenphase

### Gruppe A
| Platz | Athlet             | Kämpfe              | S                   | U                   | N                   | Punkte              |
| ----- | ------------------ | ------------------- | ------------------- | ------------------- | ------------------- | ------------------- |
| 1.    | Ryūtarō Araga      | 3                   | 3                   | 0                   | 0                   | 6                   |
| 2.    | Uğur Aktaş         | 3                   | 2                   | 0                   | 1                   | 4                   |
| 3.    | Gogita Arkania     | 3                   | 1                   | 0                   | 2                   | 2                   |
| 4.    | Danijar Juldaschew | 3                   | 0                   | 0                   | 3                   | 0                   |
| 5.    | Jonathan Horne     | verletzt aufgegeben | verletzt aufgegeben | verletzt aufgegeben | verletzt aufgegeben | verletzt aufgegeben |

| Kampf              | Kampf              | Ergebnis |
| ------------------ | ------------------ | -------- |
| Gogita Arkania     | Ryūtarō Araga      | 2:3      |
| Jonathan Horne     | Danijar Juldaschew | 4:4      |
| Uğur Aktaş         | Gogita Arkania     | 3:1      |
| Danijar Juldaschew | Ryūtarō Araga      | 2:4      |
| Jonathan Horne     | Gogita Arkania     | 0:4      |
| Uğur Aktaş         | Ryūtarō Araga      | 3:5      |
| Danijar Juldaschew | Uğur Aktaş         | 3:11     |
| Jonathan Horne     | Ryūtarō Araga      | –        |
| Gogita Arkania     | Danijar Juldaschew | 3:1      |
| Uğur Aktaş         | Jonathan Horne     | –        |

### Gruppe B
| Platz | Athlet           | Kämpfe | S | U | N | Punkte |
| ----- | ---------------- | ------ | - | - | - | ------ |
| 1.    | Sajjad Ganjzadeh | 4      | 3 | 1 | 0 | 7      |
| 2.    | Tareg Hamedi     | 4      | 2 | 1 | 1 | 5      |
| 3.    | Ivan Kvesić      | 4      | 2 | 0 | 2 | 4      |
| 4.    | Daniel Gaysinsky | 4      | 1 | 1 | 2 | 3      |
| 5.    | Brian Irr        | 4      | 0 | 1 | 3 | 1      |

| Kampf            | Kampf            | Ergebnis |
| ---------------- | ---------------- | -------- |
| Ivan Kvesić      | Tareg Hamedi     | 3:2      |
| Daniel Gaysinsky | Brian Irr        | 0:0      |
| Sajjad Ganjzadeh | Ivan Kvesić      | 3:1      |
| Brian Irr        | Tareg Hamedi     | 1:4      |
| Daniel Gaysinsky | Ivan Kvesić      | 4:1      |
| Sajjad Ganjzadeh | Tareg Hamedi     | 0:0      |
| Brian Irr        | Sajjad Ganjzadeh | 0:6      |
| Daniel Gaysinsky | Tareg Hamedi     | 3:10     |
| Ivan Kvesić      | Brian Irr        | 3:1      |
| Sajjad Ganjzadeh | Daniel Gaysinsky | 2:1      |

## Halbfinale und Finale
Im Finale führte Tareg Hamedi mit 4:1, als er Sajjad Ganjzadeh mit einem Ippon-Kick gegen den Kopf (Hansoku) bewusstlos schlug. Dies wurde von den Schiedsrichtern als illegal angesehen und Hamedi wurde disqualifiziert, wodurch Ganjzadeh die Goldmedaille gewann.
|  | Halbfinale | Halbfinale       | Halbfinale |  |  | Finale | Finale           | Finale |
|  |            |                  |            |  |  |        |                  |        |
|  |            |                  |            |  |  |        |                  |        |
|  | A1         | Ryūtarō Araga    | 0          |  |  |        |                  |        |
|  | B2         | Tareg Hamedi     | 2          |  |  |        |                  |        |
|  |            |                  |            |  |  | B2     | Tareg Hamedi     | DSQ    |
|  |            |                  |            |  |  | B1     | Sajjad Ganjzadeh |        |
|  | B1         | Sajjad Ganjzadeh | 2          |  |  |        |                  |        |
|  | A2         | Uğur Aktaş       | 2          |  |  |        |                  |        |
|  |            |                  |            |  |  |        |                  |        |